# Destinus Lord
Le Destinus Lord est un drone militaire à ailes fixes et hélice, conçu par la société aérospatiale Destinus de Payerne (Suisse). 
Plusieurs centaines d’exemplaires ont été livrés depuis 2023 par Destinus aux forces armées ukrainiennes, qui l’utilisent pour des missions de renseignement, de brouillage et d’interception électromagnétique, voire d’attaque au sol.

## Fabricant
Le drone Lord est fabriqué par la société Destinus, fondée en 2021 à Payerne dans le canton de Vaud par un ingénieur russe nommé Mikhaïl Kokoritch . Le siège social de la société est désormais en France.

## Conception
Destinus publie une vue d'artiste du Lord qui le présente comme un avion miniature, monoplan à aile haute (les ailes semblent rectangulaires, sans flèche ni au bord d'attaque ni au bord de fuite, et sans dièdre positif ou négatif), à empennage classique (dérive et stabilisateurs horizontaux), à hélice tractive. Le fuselage est de section carrée, se rétrécissant vers l’arrière. Du train d'atterrissage classique et fixe, on ne voit que les deux roues principales, sans aucun carénage, reliées au fuselage chacune par deux jambes en forme de V.
Destinus indique que le Lord a une faible signature radar. Il peut fonctionner en silence radio total (en option) ce qui le rend idéal pour les missions discrètes. En effet ce modèle n'a pas de GPS et n'est pas piloté à distance. Une intelligence artificielle analyse le terrain qu'il survole,,.
Le Lord est une plate-forme aérienne modulaire, pouvant accueillir diverses charges utiles,, ce qui le rend particulièrement polyvalent. Il peut remplir diverses missions : 
- surveillance, reconnaissance[1],[2],[7] et collecte de renseignements[8],[4],[6],[9],[2],[3], y compris électroniques (ELINT)[5],[2],[7] et renseignement d'origine électromagnétique (SIGINT) à longue portée[5] ;
- guerre électronique[2],[7], brouillage[1],[5] électronique et interception électromagnétique[4],[6],[9],[3],[8] ;
- cartographie, formation des pilotes de drones, approvisionnement d’urgence en fret[5].

Enfin il dispose d’une configuration capable d’exécuter des frappes kamikazes contre des cibles au sol,,,,, quoique la combinaison d’une plate-forme multirôle avec une capacité d’attaque suicide tente de concilier deux exigences opposées, car les exigences pour un véhicule aérien à usage unique et un véhicule aérien réutilisable sont complètement différentes,.
Destinus décrit le Lord comme ayant une portée opérationnelle allant de 750 à 2 000 km selon les versions,,,,, ce qui dépasse largement les capacités des drones utilisés jusqu'à présent par l’armée ukrainienne comme l'Ukrjet UJ-22 Airborne, l'UJ-25 Skyline ou l'UJ-26 Bober, dont la portée maximale est de 1000 kilomètres ou moins,. Des drones Lord auraient déjà mené des frappes sur des sites militaires de la région de Smolensk, à 400 km à l’ouest de Moscou, en octobre 2023.
Le Lord est un engin « low cost,,. Destinus indique que le Lord est conçu pour une production de masse rapide à des coûts extrêmement bas, en utilisant des composants prêts à l’emploi, faciles à trouver, et qu’il offre un rapport charge utile/prix inégalé. « Ce sont des appareils au design malin, conçus pour être peu chers et faciles à fabriquer en masse », décrypte l’analyste militaire H I Sutton, spécialiste des armements navals et aériens, qui recense les drones militaires utilisés par l’Ukraine. 
Le fondateur de Destinus indique que les drones sont livrés à l’Ukraine en pièces détachées et sans charge utile, qu'il s'agisse d'explosifs ou d'équipements de reconnaissance. Les drones entrent donc dans la catégorie des biens à double usage, pour laquelle une licence d'exportation est nécessaire. Ils sont ensuite assemblés et équipés de leur charge explosive en Ukraine, sur des sites militaires non divulgués (une base secrète, rapporte Challenges). Mikhail Kokorich ne précise pas où ces drones sont produits, mais selon les informations de Challenges, ils seraient fabriqués en Allemagne et en Espagne.